# Renicaula chionochloae
Renicaula chionochloae är en insektsart som först beskrevs av De Boer 1968.  Renicaula chionochloae ingår i släktet Renicaula och familjen ullsköldlöss. Inga underarter finns listade i Catalogue of Life.